# Komora veterinárních lékařů České republiky
Komora veterinárních lékařů České republiky (angl. Chamber of Veterinary Surgeons of the Czech Republic; zkratka KVL či KVL ČR) je samosprávná stavovská organizace sdružující všechny veterinární lékaře, vykonávající na území České republiky veterinární léčebnou a preventivní činnost a to podle ustanovení zákona 381/1991 Sb., O Komoře veterinárních lékařů, ve znění pozdějších předpisů. Byla zřízena v roce 1991; sídlo má v Brně.

## Charakteristika
Komora veterinárních lékařů je členem Unie evropských veterinárních praktiků (UEVP), který je součástí Evropské veterinární federace (FVE), kde má KVL ČR statut pozorovatele. FVE je nevládní organizace, poradní orgán Evropské unie. KVL ČR současně zastupuje ČR ve Světové veterinární asociaci (WVA).

## Historičtí předchůdci
Zákonem č. 133/1920 Sb. z. a n. byla zřízena Zvěrolékařská komora se sídlem v Praze; její působnost zpočátku zahrnovala jen české země, následně byla od roku 1923 rozšířena i na území Slovenska a Podkarpatské Rusi. Prvním prezidentem komory se stal MVGr. Robert Mráz-Marek (1879–1950). Po vzniku Slovenského státu vznikla samostatná zvěrolékařská komora pro Slovensko. Činnost zvěrolékařských komor v Praze a Bratislavě byla ukončena na základě § 22 zákona č. 187/1950 Sb., o zdokonalení živočišné výroby.

## Orgány

### Sněm
Sněm je vrcholným orgánem Komory. Je svolán nejméně jedenkrát za rok a právo zúčastnit se jej má každý člen KVL. Představenstvo je povinno svolat sněm vždy, požádá-li o to nejméně 1/5 členů Komory nebo požádá-li o to revizní komise KVL ČR s uvedením předmětu jednání, nejpozději do dvou měsíců od podání žádosti. Sněm volí a schvaluje obsazení komisí či jiných orgánů Komory, projednává a schvaluje navržené změny předpisů, schvaluje hospodářské výsledky Komory, schvaluje zprávy orgánů Komory, zřizuje fondy (např. sociální fond), může rušit rozhodnutí Představenstva, schvaluje výši náhrady za ztrátu času spojenou s výkonem funkcí v orgánech Komory a způsob náhrady cestovních výdajů ve smyslu obecně platných právních předpisů aj.

### Představenstvo
V závislosti na rozhodnutí Sněmu má 16-21 členů. Členové Představenstva volí a odvolávají tajným hlasováním ze svého středu prezidenta a viceprezidenta Komory. Představenstvo rozhoduje ve všech věcech týkajících se veterinární profese a činnosti Komory, pokud nejsou vyhrazeny Sněmu. Zasedání představenstva se koná nejméně jednou za čtyři měsíce. Mimořádné zasedání svolá prezident neprodleně v případě nutnosti, nebo když o to písemně požádají alespoň dva členové představenstva, revizní komise nebo čestné rady. Představenstvo si pro svou řádnou činnost ustanovuje komise. Komise mají zpravidla minimálně tři členy, členové komisí jsou voleni z řad členů představenstva. Komise mají pouze poradní funkci. Vnitřními předpisy Komory jsou stanoveny komise legislativní, vzdělávací, ekonomická, zahraniční a mediální. Představenstvu přísluší zejména hájení zájmů veterinární profese, zdokonalování veterinární profese, být garantem odborné úrovně členů Komory, přijímat nové členy Komory a vést jejich seznam, vydávat členům Komory osvědčení o splnění podmínek k výkonu veterinární léčebné a preventivní činnosti na základě schváleného řádu, na základě rozhodnutí čestné rady zrušit platnost osvědčení a vyzvat člena k jeho neprodlenému vrácení na sekretariát KVL ČR, vyjadřovat se k návrhům právních úprav, týkajících se veterinární péče, řídit hospodářské, majetkoprávní a personální záležitosti Komory a předkládat sněmu o této činnosti zprávu současně s návrhem rozpočtu, připravovat a organizovat navržený způsob voleb do orgánů Komory a svolávat sněm, řešení závažných a speciálních právnických a ekonomických otázek a zadávat je za úplatu specializovaným komerčním firmám, pravidelně informovat členy Komory o činnosti orgánů Komory mezi sněmy aj. Představenstvo vybírá 3 své členy do odvolacího senátu v případech projednání odvolání se členů KVL nebo Revizní komise proti rozhodnutí Čestné rady. Odvolací senát se vyjadřuje k podaným námitkám a kontroluje, zda byly dodrženy podmínky spravedlivého disciplinárního řízení. Odvolací senát nemá právo přijímat nové důkazní materiály ani vyslýchat svědky. Jeho rozhodnutí může buď potvrdit rozhodnutí Čestné rady nebo řízení vrátí k Čestné radě. Ta je potom vázána k respektování právního názoru Odvolacího senátu. Odvolací senát nemůže zastavit či ukončit disciplinární řízení, ani nemůže měnit výši disciplinárního opatření určeného Čestnou radou. 

#### Prezident Komory
Prezident a vice prezident Komory jsou voleni z členů Představenstva na dobu 2 let. Prezident zastupuje Komoru navenek, odpovídá za činnost Sekretariátu Komory, svolává a řídí jednání Představenstva Komory, předkládá Sněmu zprávu o činnosti Představenstva Komory. . 
Aktuální prezidentkou Komory pro volební období 2021-2023 je MVDr. Petra Šínová, viceprezidentem MVDr. Jan Bernardy, Ph.D.

### Revizní komise
Je volena tajnou volbou v počtu nejméně 7 členů. Členům Revizní komise musí být umožněn přístup ke všem dokladům Komory. Kontroluje plnění usnesení sněmu a kontroluje rovněž činnost představenstva, sekretariátu a hospodaření Komory. Revizní komise dohlíží trvale na řádný výkon veterinární péče, prováděné členy Komory. Schází se dle potřeby, nejméně jednou za 3 měsíce. Revizní komise si volí svého předsedu a místopředsedu. Předseda řídí jednání, podepisuje listiny vystavované Revizní komisí, má právo zúčastnit se jednání Představenstva. Revizní komise vede o své činnosti zápisy a předkládá Představenstvu souhrnnou zprávu o své činnosti. Předseda Revizní komise podává návrhy na zahájení disciplinárního řízení Čestné radě Komory. Revizní komise má právo pozastavit rozhodnutí orgánů Komory, pokud jsou v rozporu s právními předpisy nebo řády Komory, až do finálního rozhodnutí sněmu. Revizní komise prostřednictvím svého předsedy předkládá zprávu o své činnosti Sněmu.
Revizní komise má povinnost řešit všechny došlé podněty a rozděluje je dále na ty, které patří do dikce KVL, a které nikoliv. Ty, které spadají do působnosti jiných úřadů jsou těmto úřadům dále postoupeny - např. Krajské veterinární správy, Ústav pro kontrolu veterinárních biopreparátů a léčiv, městské úřady, Policie ČR aj.
Aktuální předsedkyní pro volební období 2021-2023 Revizní komise je MVDr. Jana Fialová, místopředsedkyní MVDr. Marie Vranková. 

### Čestná rada
Je volena tajnou volbou v počtu nejméně 9 členů. Ze svého středu si volí předsedu a místopředsedu. Předseda zastupuje Čestnou radu v plném rozsahu. Čestná rada projednává porušení povinností členů Komory a uděluje disciplinární opatření. Disciplinární řízení je zahájeno na základě podání návrhu na zahájení disciplinárního řízení podepsaného předsedou Revizní komise. Předseda Čestné rady předkládá Sněmu zprávu o své činnosti. Čestná rada vede prostřednictvím sekretariátu Komory evidenci projednaných případů a informuje o nich představenstvo, dále vede rejstřík trestů disciplinárních opatření členů Komory. Frekvence jednání není vnitřními předpisy KVL určena, ale většinou probíhají 1× za měsíc v sobotu. Čestná rada v rámci disciplinárního řízení vychází z dodržování platných ustanovení zákonů ČR, vnitřních řádů Komory. Vlastní jednání potom vychází z ustanovení zákona 381/1991 Sb., vnitřních předpisů Komory a z ustanovení Správního řádu. Pakliže je členu Komory Čestnou radou uloženo disciplinární opatření, tak to může být v následujícím rozsahu: písemné napomenutí, finanční postih až do výše 30 000 Kč, podmínečné vyškrtnutí ze Seznamu členů Komory, bezpodmínečné vyškrtnutí ze Seznamu členů Komory. V každém konkrétním případu je možné uložit jen jedno disciplinární opatření.
Aktuálním předsedou Čestné rady pro volební období 2021-2023 je MVDr. Michael Mazoch, místopředsedou MVDr. Štěpán Vencl.  

### Okresní sdružení
Členové Komory jsou v rámci České republiky sdružování do okresních sdružení. Příslušnost ke konkrétnímu okresnímu sdružení je v aktuálním znění Organizačního a jednacího řádu Komory uvedena vágně, jako závislost na tom, kde, jaký člen vykonává veterinární terapeutickou a diagnostickou činnost. Okresní sdružení má jako svůj nejvyšší orgán Okresní shromáždění, které je svoláváno Okresním výborem. Okresní shromáždění volí tajnou volbou Okresní výbor (výkonný orgán) a Okresní revizní komisi (kontrolní orgán). 

## Správní činnosti KVL
- Vydávání a ukládání IČ svým členům
- Vedení registru pasů pro neobchodní přesuny psů, koček a fretek, dle ust. § 4a zákona č. 166/1999 Sb., O veterinární péči[7]
- Vedení seznamu členů Komory
- (Centrální evidence psů – dosud nespuštěna, i když příslušný zákon je již účinný. Důvodem jsou problémy na straně státu a státní správy, nikoliv na straně Komory veterinárních lékařů)

## Zvěrokruh
Komora disponuje vlastním časopisem s názvem Zvěrokruh, který je vydáván měsíčně a je zasílán každému členovi Komory. 